# 180 v. Chr.
Portal Geschichte | Portal Biografien | Aktuelle Ereignisse | Jahreskalender | Tagesartikel

◄ |
3. Jahrhundert v. Chr. |
2. Jahrhundert v. Chr. |
1. Jahrhundert v. Chr. |
►

◄ | 200er v. Chr. | 190er v. Chr. | 180er v. Chr. | 170er v. Chr. |
160er v. Chr. |
►

◄◄ | ◄ | 183 v. Chr. | 182 v. Chr. | 181 v. Chr. | 180 v. Chr. |
179 v. Chr. |
178 v. Chr. |
177 v. Chr. |
► |
►►
Staatsoberhäupter

## Ereignisse

### Europa und Mittelmeerraum
- Die lex Villia annalis wird veröffentlicht, die die römische Ämterlaufbahn (Cursus honorum) regelt.
- Die Römer gründen die Kolonie Pisa. Im gleichen Jahr wird auch Luca gegründet.
- Ptolemaios VI. Philometor wird Nachfolger seines verstorbenen Vaters Ptolemaios V. Epiphanes als Pharao von Ägypten. Zu Beginn seiner Herrschaft steht er unter der Vormundschaft seiner Mutter Kleopatra I.
- Genthios wird König der Illyrer.

### Asien

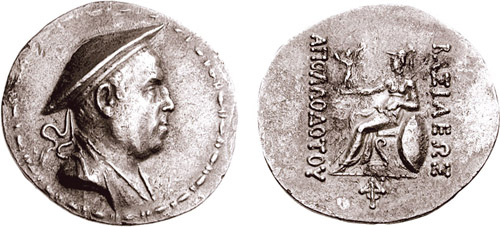
Münze Apollodotos' I.

- Apollodotos I. wird Herrscher eines indo-griechischen Königreiches. Der Sohn von Demetrios I. von Baktrien ist einer der ersten griechischen Herrscher, die jenseits des Hindukusch regieren.

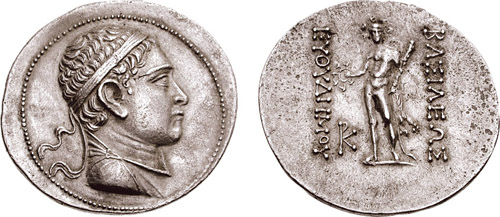
Münze Euthydemos’ II.

- um 180 v. Chr.: Euthydemos II. wird Herrscher des Griechisch-Baktrischen Königreichs.

## Geboren
- Publius Mucius Scaevola, römischer Politiker († 115 v. Chr.)

- um 180 v. Chr.: Lucius Coelius Antipater, römischer Jurist und Historiker († um 120 v. Chr.)
- um 180 v. Chr.: Panaitios von Rhodos, griechischer Philosoph und Begründer der mittleren Stoa († um 110 v. Chr.)
- um 180 v. Chr.: Ptolemaios VIII. Euergetes II., ägyptischer Pharao († 116 v. Chr.)
- um 180 v. Chr.: Viriathus, Freiheitsheld der Lusitaner in ihrem Kampf gegen das Römische Reich (Spanischer Krieg) († 139 v. Chr.)

## Gestorben
- Aristophanes von Byzanz, griechischer Gelehrter (* 257 v. Chr.)
- Liu Hong, chinesischer Kaiser
- Lü Zhi, chinesische Kaiserin
- Spurius Postumius Albinus, römischer Politiker
- Ptolemaios V. Epiphanes (* 210 v. Chr.)
- Lucius Valerius Flaccus, römischer Politiker

- um 180 v. Chr.: Agathokles, griechisch-baktrischer König